# El fantasma de l'Òpera
El fantasma de l'Òpera (Le Fantôme de l'Opéra en francès) és una novel·la de Gaston Leroux, inspirada en la també novel·la Trilby de George du Maurier. Va ser publicada el 1910 i ha estat adaptada nombroses vegades en pel·lícules i representacions teatrals.
El fantasma de l'Òpera és una novel·la gòtica que combina romanticisme, terror, misteri i tragèdia. La història tracta d'un home misteriós que terroritza l'Òpera de París i vol cridar l'atenció d'una jove cantant a qui estima.

## Argument
La novel·la està ambientada al París de mitjan segle xix, concretament a l'Òpera Garnier, un edifici i teatre d'òpera luxós i monumental construït sobre un llac subterrani entre el 1857 i 1874. Els empleats afirmen que l'òpera estava encantada per un fantasma misteriós que provoca molts accidents. El fantasma de l'òpera que, en realitat es diu Erik, fa xantatge als dos gerents de l'òpera perquè li paguin un sou de 20.000 francs mensuals i li reservin una cabina privada per poder veure els concerts, ja que ell és compositor de moltes de les obres que s'hi representen o fa d'incògnit arranjaments musicals.
Mentrestant, la jove cantant d'òpera i soprano Christine Daaé, creu estar inspirada i guiada per un "Àngel de la Música" suposadament enviat pel seu pare mort, que la porta a aconseguir un èxit molt ràpid, arribant a substituir la llavors gran diva, "Prima Donna" Carlotta, que va haver de ser substituïda (dues vegades perquè va caure malalta per una estranya afecció).
Les coses, però, es comencen a torçar, quan un amic de la infància de la Christine, en Raoul, el vescomte de Chagny es retroba amb ella i se n'enamora de la Christine. L'Erik, el fantasma de l'òpera, se sent gelós de la relació de la Christine amb en Raoul i li revela la seva existència a la Christine, li ensenya les seves estances en uns passadissos secrets sota l'òpera i ella descobreix que l'Erik, el fantasma de l'òpera, no és realment un Àngel, sinó un geni musical amb una deformació facial desfigurada que l'impulsa a aïllar-se del món. L'Erik la deixa anar sota la promesa que tornarà a visitar-lo per pròpia voluntat.
La Christine està dividida entre l'amor que sent per en Raoul i l'admiració que li provoca la música meravellosa de l'Erik, el fantasma de l'òpera. Però quan descobreix que l'Erik, és el responsable dels accidents i assassinats que es produeixen al teatre, la Christine i en Raoul decideixen marxar de París i casar-se en secret, fora de l'abast de l'Erik, el fantasma de l'òpera.
L'Erik, el fantasma de l'òpera, descobreix el seu pla i durant la interpretació de la Christine com a Marguerite a l'òpera Faust de Charles Gounod, la segresta en ple escenari i deixa caure un immens canelobre que es troba al teatre, provocant el seu incendi. Sota l'òpera, a la llar de l'Erik, té lloc l'última confrontació entre l'Erik, el fantasma de l'òpera, en Raoul i la Christine.

## Adaptacions
Hi ha hagut diferents obres literàries i dramàtiques basades en la novel·la de Leroux, des de musicals fins a pel·lícules i llibres infantils. Entre les adaptacions teatrals i cinematogràfiques conegudes de la novel·la són la pel·lícula de 1925 i el musical d'Andrew Lloyd Webber.
La novel·la de Leroux es va fer en dues pel·lícules mudes. La primera versió cinematogràfica, una adaptació alemanya anomenada Das Gespenst im Opernhaus, ara és una pel·lícula perduda. Es va fer el 1916 i va ser dirigida per Ernest Matray.
La següent adaptació, una pel·lícula muda dels Universal Studios de 1925, és protagonitzada per Lon Chaney com el Fantasma. A causa de les tensions al rodatge, hi va haver un canvi de directors i Edward Sedgwick va acabar la pel·lícula mentre canviava la direcció de la pel·lícula. La seva versió de la novel·la, convertint-la en una pel·lícula romàntica fosca amb comèdia, no va ser popular entre el públic. Finalment, la pel·lícula va ser reelaborada per última vegada per Maurice Pivar i Lois Weber. Van eliminar la majoria de les contribucions de Sedgwick i van tornar a l'enfocament original. Aquesta vegada, la pel·lícula va ser un èxit de públic.
L'adaptació més famosa de la novel·la va ser el musical homònim d'Andrew Lloyd Webber de 1986. Amb la seva còpia de segona mà de la novel·la i els seus objectius artístics fixats en crear una peça romàntica important, Lloyd Webber i el seu equip van escriure un musical que honrava el text original alhora que elaborava una història que ressonés profundament amb el públic de l'època. Durant el desenvolupament de l'espectacle, però, hi va haver desacords sobre si estava "inspirat" o "basat en" la novel·la de Gaston Leroux. Bill O'Connell, ajudant de productors de cinema a Nova York en aquell moment, va sostenir que l'espectacle aparegués com a "basat en" en lloc d'"inspirat en", ja que considerava aquesta última com una minimització de la participació original de Gaston Leroux en la història.
Els advocats del productor Cameron Mackintosh i de la Really Useful Theatre Company de Webber van respondre, dient que mai va ser la seva intenció "no donar la prominència adequada a la contribució de M. Leroux". Tanmateix, no van utilitzar la frase "basat en" i en canvi van utilitzar "inspirat per" al programa de l'espectacle, per a consternació d'O'Connell.  Aquesta adaptació musical, que va guanyar alguns dels premis de teatre més prestigiosos del Regne Unit i els Estats Units, es va estrenar a Londres el 1986 i a Broadway el 1988. El Fantasma de l'Òpera s'ha convertit des de llavors en el musical de més llarga durada de Broadway, representant-se durant 35 anys abans de tancar el 2023 i encara es representa a Londres, sent el segon musical del West End de més llarga durada, darrere de Les Misérables. L'espectacle també ha rebut múltiples produccions i traduccions internacionals, però mai s'ha representat professionalment a França.

## Traduccions al català
- El fantasma de l'Òpera. Traducció: Anna-Maria Corredor.  Martorell: Adesiara Editorial, 2025, p. 400. ISBN 978-84-19908-17-9.